# Piper glabrius
Piper glabrius är en pepparväxtart som beskrevs av William Trelease. Piper glabrius ingår i släktet Piper och familjen pepparväxter. Inga underarter finns listade i Catalogue of Life.